# Єгипетське письмо
Єгипетське письмо, Маду нетчер (єгип. трансл. mdw nTr, «слова бога») — писемність, прийнята в Давньому Єгипті протягом майже 3500 років, починаючи з рубежу 4-го і 3-го тис. до н. е. Є малюнковим листом, доповненим фонетичними знаками (лого - консонантний тип) — поєднує елементи ідеографічного, силабічного та фонетичного листів. Згодом стало поділятися на три види написання: ієрогліфіку, від якої походить більш швидка ієратика, що розвинулася бл. 700 до н. е. ще швидший курсив з великою кількістю лігатур — демотику. Жоден із цих видів листи повністю не заміщав інші, і вони використовувалися остаточно греко - римського періоду. Наукова дисципліна, що вивчає єгипетський лист - лінгвістична єгиптологія.

## Історія
За уявленнями стародавніх єгиптян лист перебував під особливим заступництвом бога Тота, також у єгипетській релігії існувала богиня письма - Сешат. Мистецтво володіння писемністю в Єгипті було прерогативою консервативної і відданої традиціям прошарку переписувачів, які обмежували вплив на нього розмовної мови. Єгипетська мова за багато століть історії цієї цивілізації сильно змінювалася, і мова єгиптян епохи римського панування була мало схожа на мову часів Старого царства. Хоча нові форми розмовної мови, що з'являлися періодично, майже не відображалися в сучасних їм ієрогліфічних написах, проте, писемність теж зазнавала змін і значно відрізнялася з часом:1. Останні написи на єгипетській ієрогліфіці відносяться до 394, на демотиці - до 452.

## Дешифрування єгипетської писемності

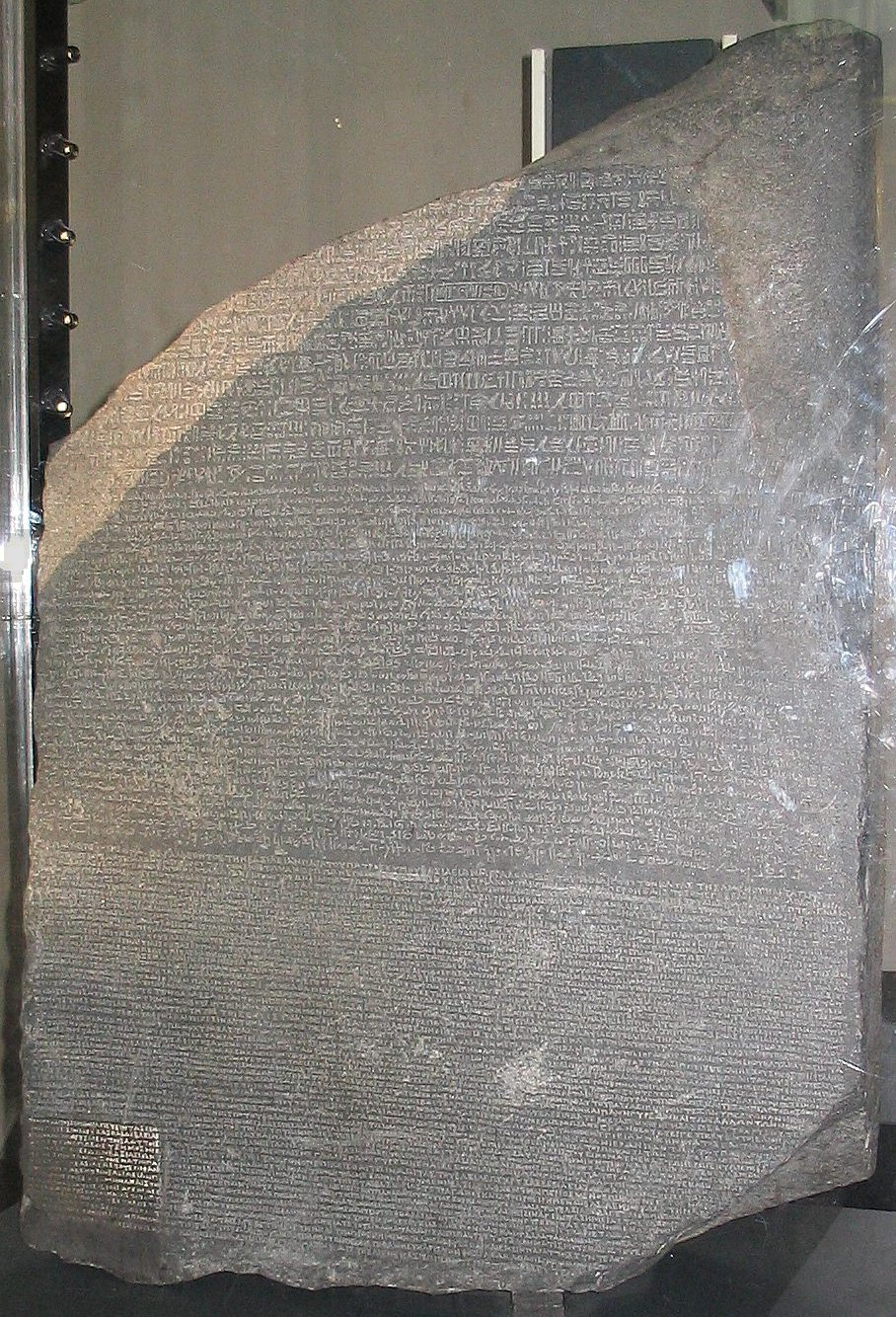
Розетський камінь у Британському музеї

Античні автори, які писали про давньоєгипетську писемність (Геродот, Страбон, Діодор, а особливо Гораполлон), перебільшували її символічний характер. На думку, єгипетські ієрогліфи позначали цілі слова і навіть релігійно-філософські поняття. Щоправда, в деяких античних письменників можна знайти й цінні спостереження. Так, Плутарх, вважаючи загалом єгипетський лист символічним, повідомляє, що єгиптяни мали алфавіт із 25 знаків. Геродот, який подорожував Єгиптом у середині V століття до н. е., зазначає, що у єгиптян було два види письма: «священне» та «народне». Климент Олександрійський налічував три види письма: 1. ієрогліфіку, тобто священне письмо, висічене на камені; 2. ієратичний - священне письмо жрецьких сувоїв; 3. епістолографіку - письмо для повсякденного вживання.
Перша відома спроба дешифрування єгипетських написів належить арабським історикам у X—XI століттях. Часткового успіху досяг Ібн Вахшія завдяки знанню коптської мови.
Європейські вчені в XVI—XVII століттях, спираючись на неточні та неясні висловлювання античних авторів, повторювали їх помилки і тому не змогли правильно підійти до діла дешифрування єгипетських написів. У XVIII ст. деякі вчені, наприклад, Христиан де Гінь, Георг Соега та інші, правильно встановили, що єгипетські ієрогліфи частково позначали звуки і що в картушах (овальних рамках) містилися власні, очевидно, царські імена. Далі Томас Юнг встановив наявність фонетичних знаків у єгипетській писемності, правильно визначив значення ряду ієрогліфів та розібрав кілька імен. Проте честь остаточного дешифрування ієрогліфів належить французькому вченому Франсуа Шампольону. Критично використавши досягнення своїх попередників, Шампольйон ретельно вивчив численні написи, здобуті під час наполеонівської експедиції та видані в «Описі Єгипту»; особливу увагу він звернув на Розетський двомовний напис, накреслений грецькою мовою грецькими літерами і єгипетською — ієрогліфами та демотичними (найбільш скорописними) знаками. У 1822 він домігся правильного прочитання ряду слів та імен у цьому написі, вірно припустивши, що єгипетські ієрогліфи позначали не тільки цілі слова, але також окремі склади та звуки. Шампольон зіставив грецькі імена Птолемей та інші, що зустрічаються в греко-єгипетському Розетському написі, з відповідними накресленнями цих імен в ієрогліфічних написах. Таким чином, Шампольйону вдалося встановити, що деякі єгипетські ієрогліфи мають суто звукове значення, і, більше того, визначити майже всі знаки єгипетського алфавіту. Однак він не зупинився на цій першій стадії дешифрування. Завзято працюючи над вивченням відомих йому написів, він зробив спробу скласти граматику та словник єгипетської мови. Його наукові праці дали сильний поштовх розвитку єгиптології, головним чином галузі вивчення мови і писемності давніх єгиптян.
У цьому відношенні великий внесок в єгиптологію зробили де Руже, Шаба, Масперо, Лепсіус, Бругш, Ерман, Зете, Гардінер і російський учений Володимир Голєніщев. Найуспішніше над дешифруванням демотичних написів, зроблених спрощеним скорописом, працювали Бругш, Ревію, Шпігельберг, Гріффіз та чехословацький вчений Ф. Лекса.